# معرض أوفيزي

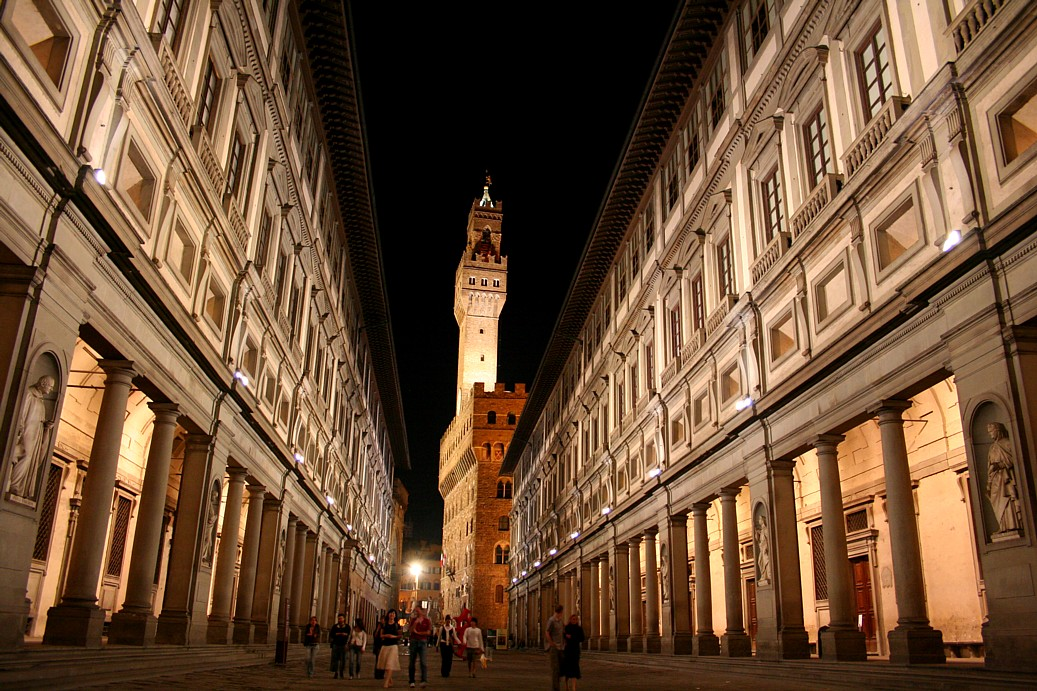
الممر الضيق بين جناحي القصر يخلق تأثيراً بشارع قصير مثالي. المشهد يمتد جتى قصر فيكيو.

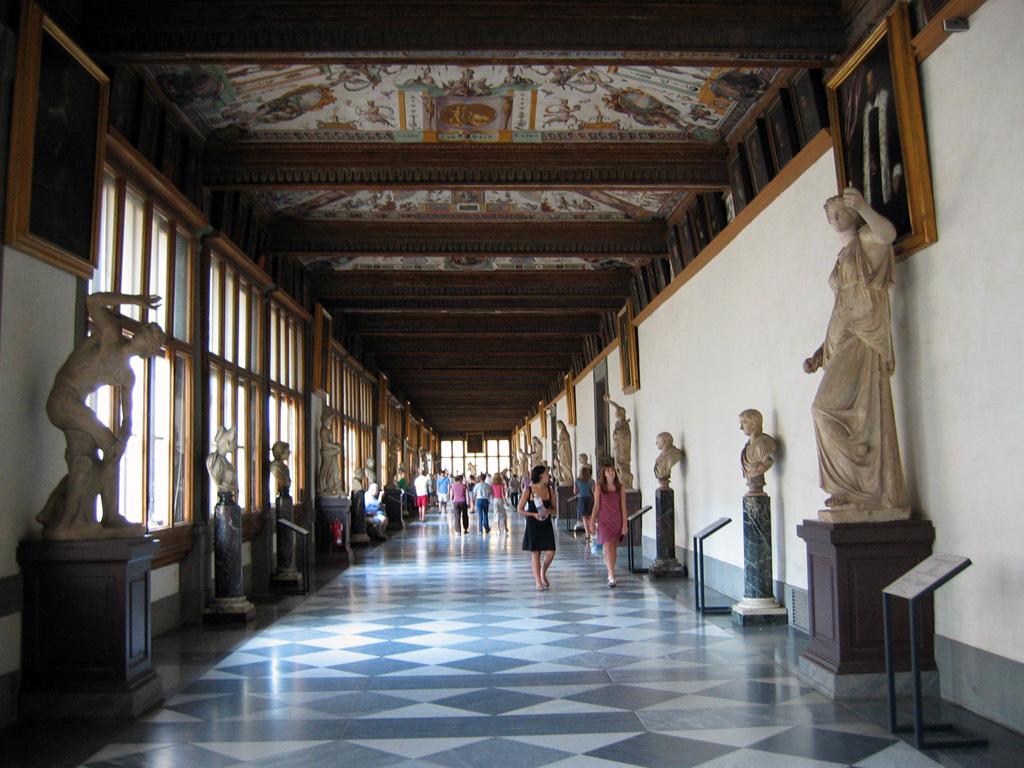
مشهد لأحد الممرات.

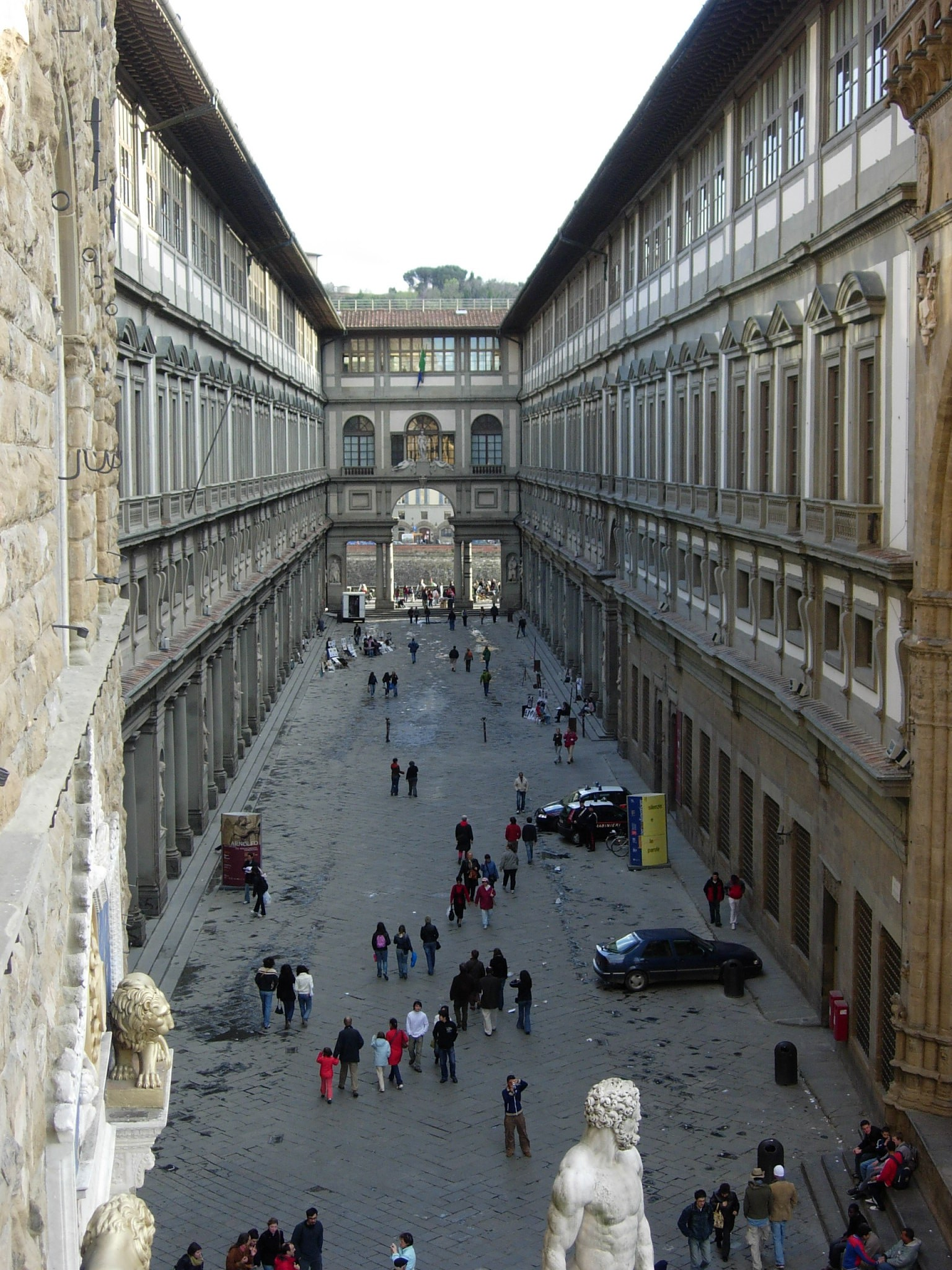
ساحة القصر الضيقة، تكشف عن مشهد نحو نهر أرنو

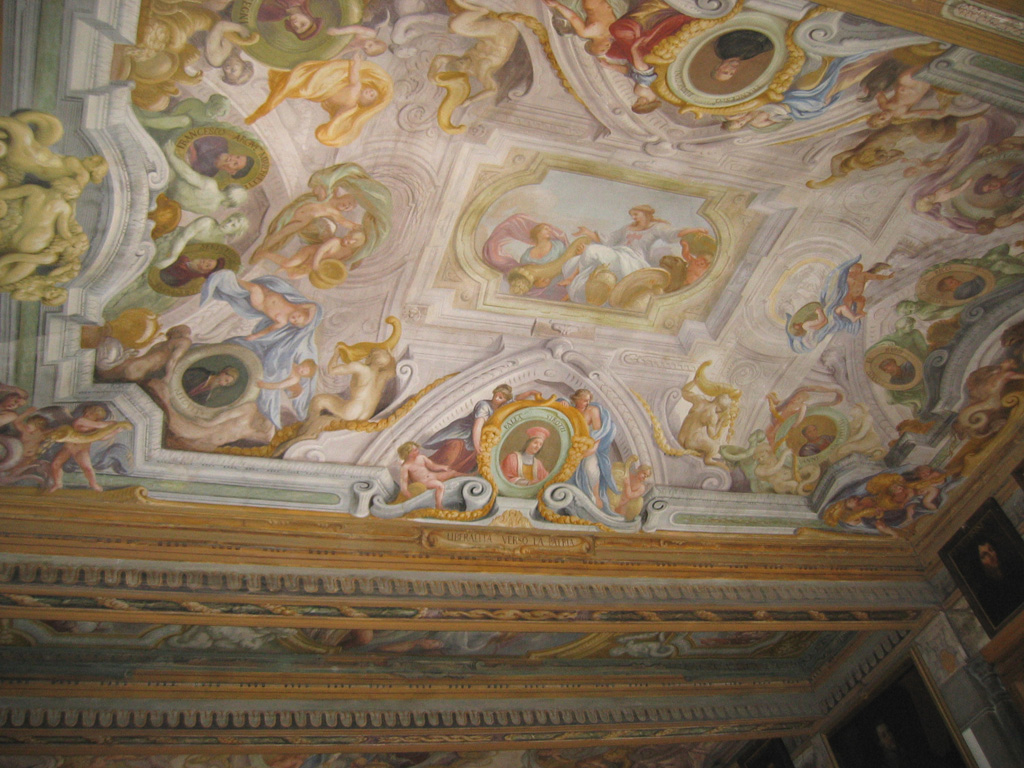
إحدى الرسومات على سقف الممر الرئيسي

معرض أوفيزي (بالإيطالية: Galleria degli Uffizi)‏ تأسس عام 1581 وهو أحد أقدم المتاحف الفنية وأكثرها شهرة في العالم الغربي. يقع المعرض في قصر ديغلي أوفيزي وهو أحد قصور فلورنسا.

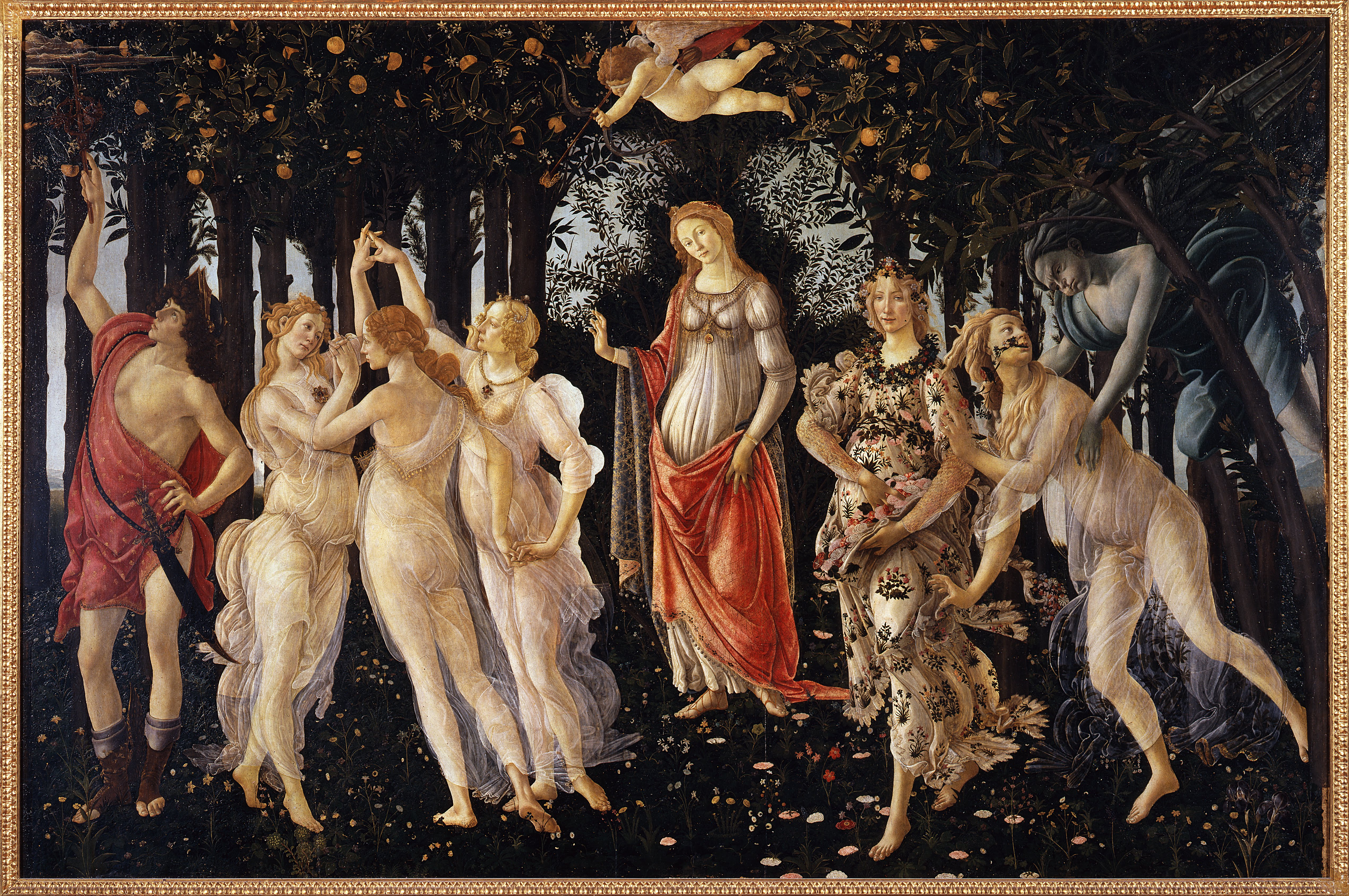
الرَّبِيعُ بريشة رسام عصر النهضة الإيطالي ساندرو بوتيتشيلي رسمت في أواخر سبعينيات القرن التاسع عشر أو أوائل ثمانينيات القرن التاسع عشر. وقد وصفت بأنها «واحدة من أكثر اللوحات المدروسة والأكثر إثارة للجدل في العالم»، وأيضًا «واحدة من أكثر اللوحات شعبية في الفن الغربي». معرض أوفيزي في إيطاليا.

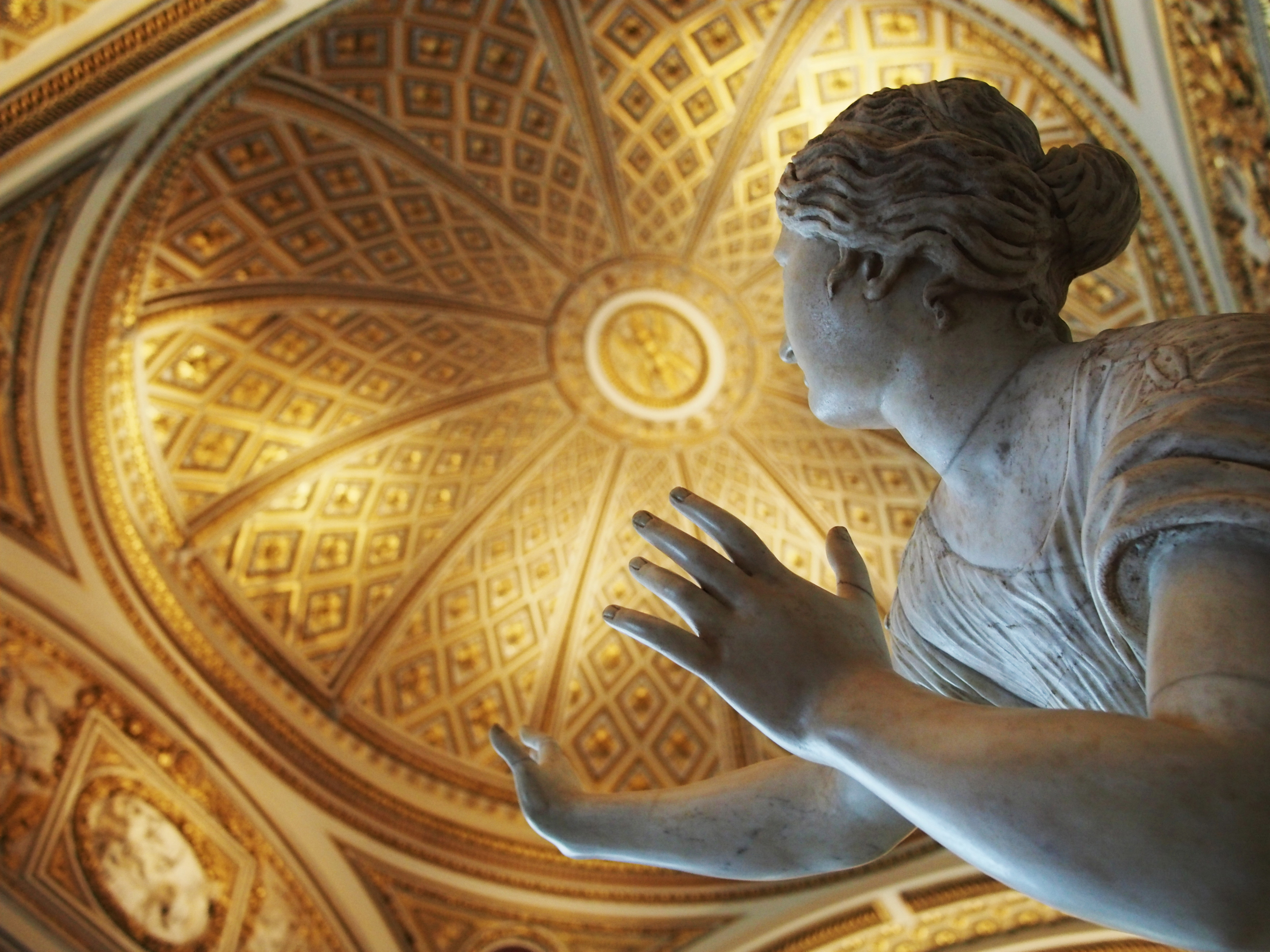
تمثل غرفة نيوبي المستعادة نسخًا رومانية من الفن الهلنستي المتأخر. منظر لابنة نيوب عازمة على الرعب.

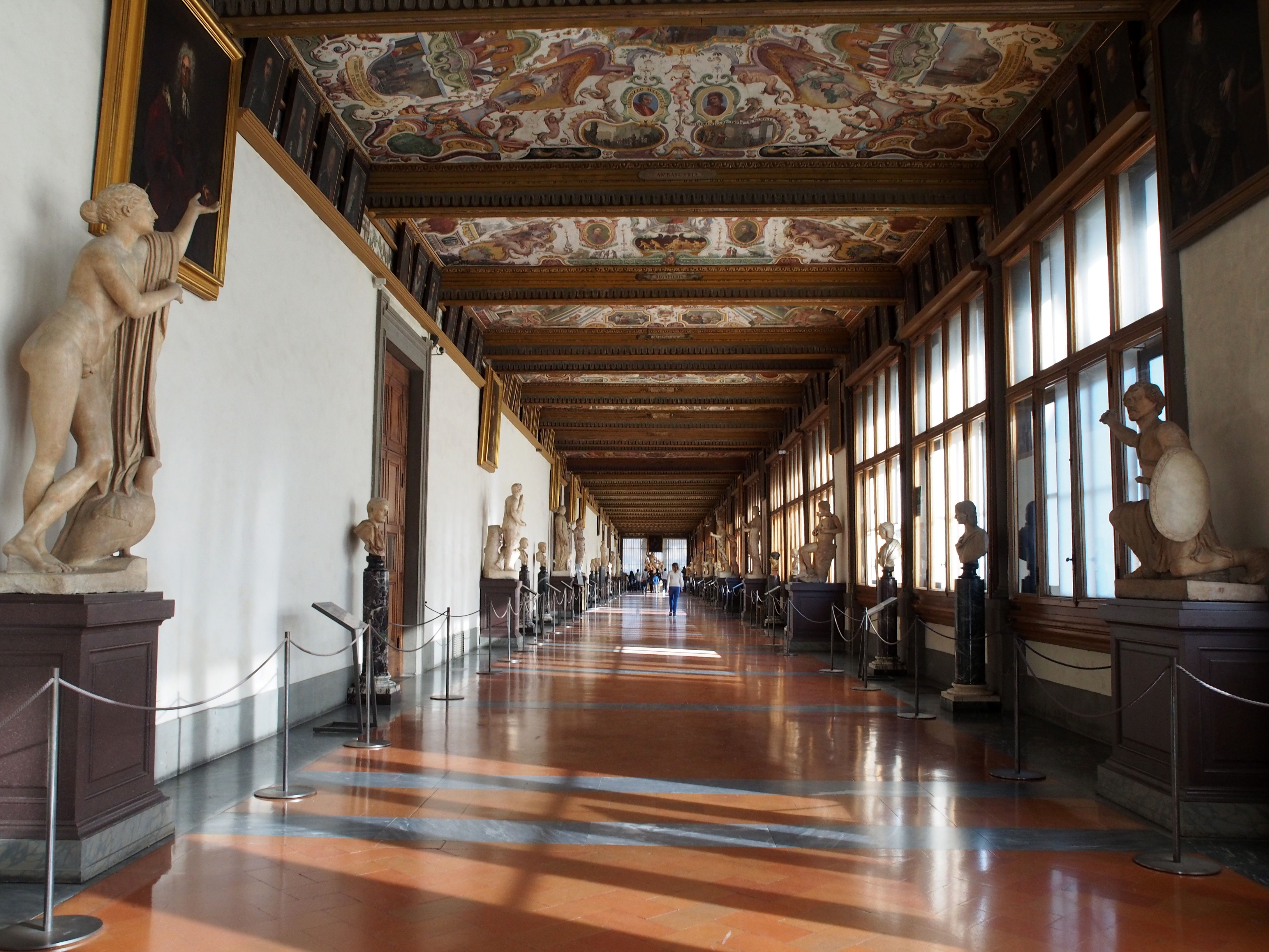
منظر من الرواق. كانت الجدران في الأصل مغطاة بالمفروشات.

## خلفيّة
يُعتبر معرض أوفيزي ويُشار له في بعض المصادر باسم معرض يوفيزي، متحفًا فنيًا بارزًا يقعُ بجوار بيازا ديلَّا سيجنوريا في المركز التاريخي لفلورنسا في منطقة توسكانا بإيطاليا. من أهم المتاحف الإيطالية وأكثرها زيارة، كما أنه من أكبر وأشهر المتاحف في العالم ويحتوي على مجموعة من الأعمال التي لا تقدر بثمن، لا سيما من فترة النهضة الإيطالية. بعد وفاة أسرة ميديشي الحاكمة، تم تسليم مجموعاتهم الفنية إلى مدينة فلورنسا تحت إشراف باتو دي فاميليا الشهير الذي تفاوضت عليه آنا ماريا لويزا، آخر وريثة ميديشي. يعد يوفيزي من أوائل المتاحف الحديثة. كان المعرض مفتوحًا للزوار بناءً على طلب منذ القرن السادس عشر، وفي عام 1765 تم افتتاحه رسميًا للجمهور، وأصبح رسميًا متحفًا في عام 1865.

## التاريخ

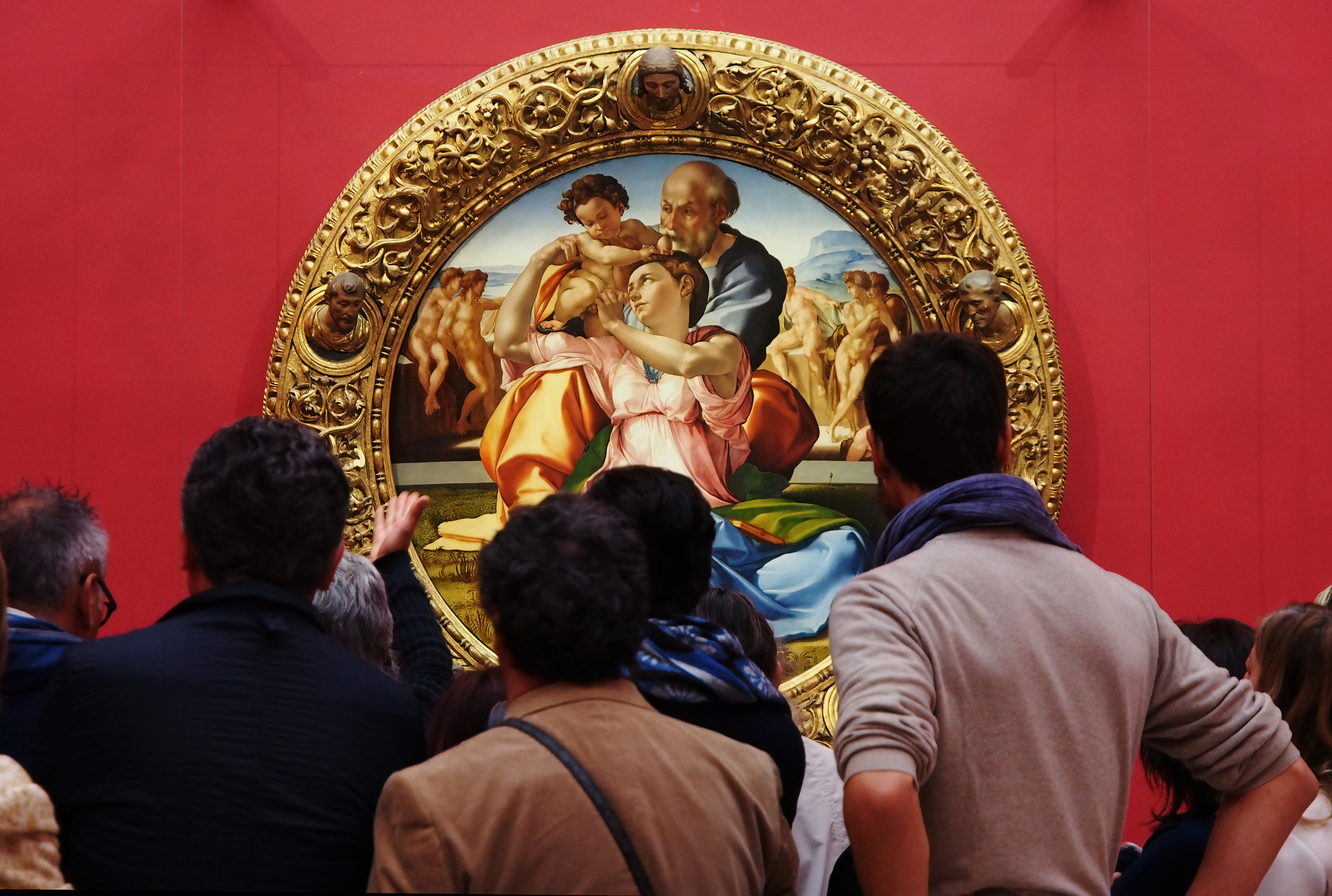
زوار يراقبون رسم مايكل أنجلو لدوني توندو. تم تصنيف أوفيزي في المرتبة 25 من بين المتاحف الفنية الأكثر زيارة في العالم، حيث يزورها حوالي 2 مليون زائر سنويًا.

بدأ بناء مجمع أوفيزي من قبل جورجيو فاساري في عام 1560 لصالح كوزيمو الأول دي ميديتشي وذلك لاستيعاب مكاتب قضاة فلورنسا، ومن هنا جاء اسم uffizi، «مكاتب». واصل البناء لاحقًا ألفونسو باريجي وبرناردو بونتالنتي. اكتمل في عام 1581. تم تحويل الطابق العلوي إلى معرض للعائلة وضيوفهم وشمل مجموعتهم من المنحوتات الرومانية. القشرة (الفناء الداخلي) طويلة جدًا وضيقة ومفتوحة على أرنو في نهايتها البعيدة من خلال شاشة دوريك تعبر عن المساحة دون حجبها، لدرجة أن المؤرخين المعماريين  يعاملونها على أنها أول منظر شوارع منظم في أوروبا. أكد فاساري، وهو رسام ومهندس معماري أيضًا، على طول منظورها من خلال تزيينه بأفاريز السقف المستمرة للواجهات المتوافقة، والأفاريز غير المكسورة بين الطوابق، بالإضافة إلى الدرجات الثلاث المستمرة التي تقف عليها واجهات القصر. كانت المنافذ الموجودة في الأرصفة التي تتناوب مع أعمدة لوجياتو مليئة بمنحوتات الفنانين المشهورين في القرن التاسع عشر.

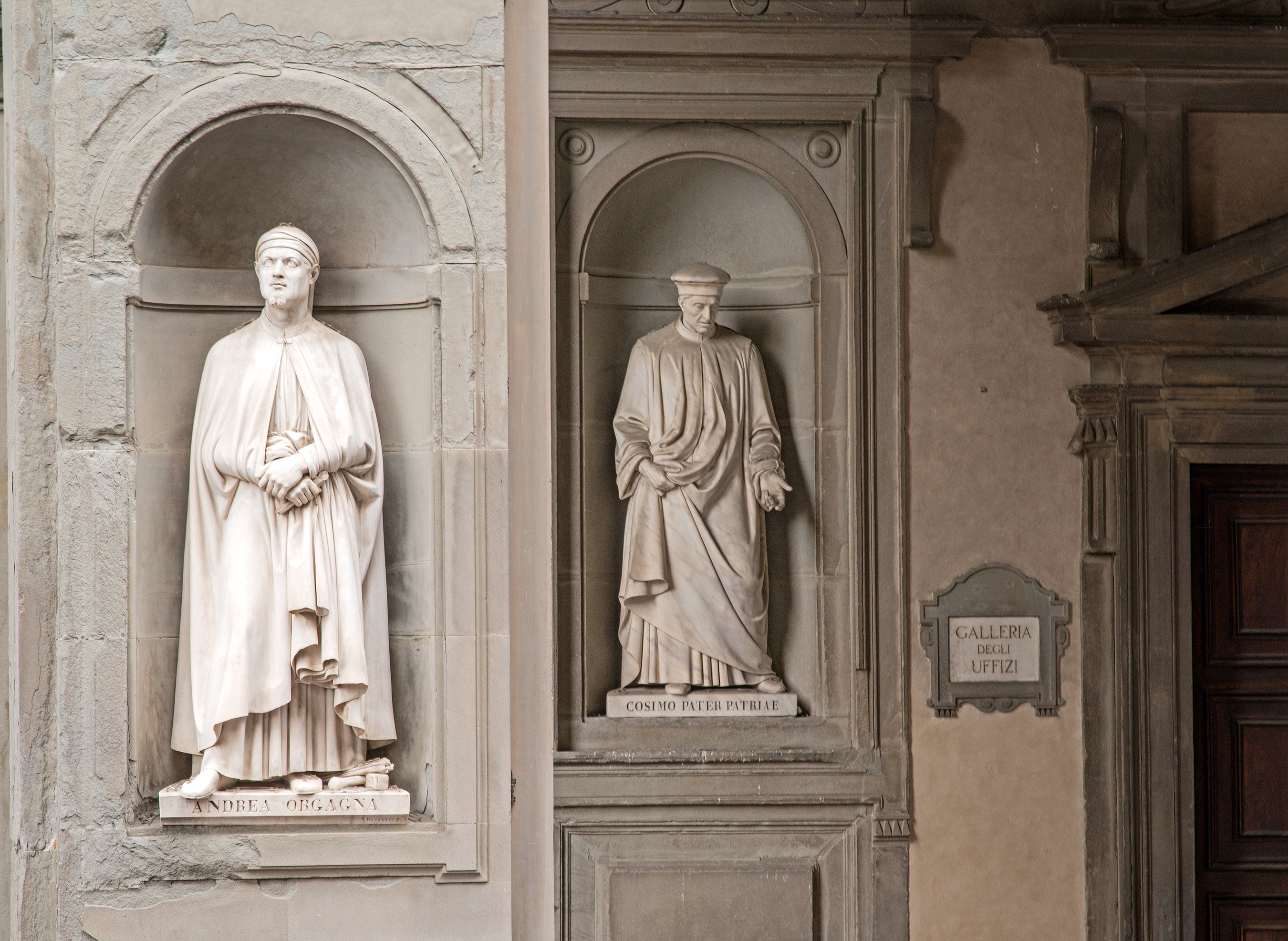
كوزيمو دي ميديشي من تأليف لويجي ماجي وأندريا دي سيوني (Orcagna) للمخرج نيكولو باتزانتي

جمع أوفيزي تحت سقف واحد المكاتب الإدارية وأرشيف المدينة، أرشيف الدولة. كان الهدف من المشروع عرض الأعمال الفنية الرئيسية لمجموعات ميديسي على البيانو نوبيل. تم تنفيذ الخطة من قبل ابنه الدوق الأكبر فرانشيسكو الأول. كلف المهندس المعماري بونتالينتي بتصميم تريبونا ديجلي يوفيزي الذي سيعرض سلسلة من الروائع في غرفة واحدة، بما في ذلك المجوهرات؛ أصبحت نقطة جذب مؤثرة للغاية في جولة كبرى. تم الانتهاء من الغرفة المثمنة في عام 1584. على مرّ السنين، تم تجنيد المزيد من أقسام القصر لعرض اللوحات والمنحوتات التي تم جمعها أو طلبها من قبل ميديشي. لسنوات عديدة، تم استخدام 45 إلى 50 غرفة لعرض اللوحات من القرن الثالث عشر إلى القرن الثامن عشر.

## العصور الحديثة
نظرًا لمجموعتها الضخمة، تم نقل بعض أعمال أوفيزي في الماضي إلى متاحف أخرى في فلورنسا - على سبيل المثال، بعض التماثيل الشهيرة لبارجيلو. تم الانتهاء من مشروع في عام 2006 لتوسيع مساحة العرض بالمتحف بحوالي 6000 متر 2 (64000 قدم 2) إلى ما يقرب من 13000 متر مربع (139000 قدم 2)، مما يسمح للمشاهدة العامة للعديد من الأعمال الفنية التي كانت عادة في المخزن. كان مشروع تجديد نيوفو يوفينزي (New Uffizi) الذي بدأ في عام 1989 يسير بشكل جيد في الفترة من 2015 إلى 2017. كان الهدف منه تحديث جميع القاعات وأكثر من ضعف مساحة العرض. كما تم التخطيط لمخرج جديد وتحديث أنظمة الإنارة والتكييف والأمن. أثناء البناء، ظل المتحف مفتوحًا، على الرغم من إغلاق الغرف حسب الضرورة مع نقل العمل الفني مؤقتًا إلى موقع آخر. على سبيل المثال، تم إغلاق غرف بوتيتشيلي وغرفتين أخريين بهما لوحات تعود لعصر النهضة لمدة 15 شهرًا ولكن أعيد فتحها في أكتوبر 2016.
زاد مشروع التحديث الرئيسي، نيو أوفيزي، من سعة المشاهدة إلى 101 غرفة بحلول أواخر عام 2016 من خلال التوسع في المناطق التي كانت تستخدم سابقًا من قبل أرشيف ولاية فلورنسا. استضاف معرض أوفيزي أكثر من مليوني زائر في عام 2016، مما يجعله المعرض الفني الأكثر زيارة في إيطاليا. في موسم الذروة (خاصة في يوليو)، يمكن أن تصل أوقات الانتظار إلى خمس ساعات. تتوفر التذاكر مسبقًا عبر الإنترنت لتقليل وقت الانتظار بشكل كبير. يتم حاليًا اختبار نظام تذاكر جديد لتقليل أوقات الانتظار من ساعات إلى دقائق فقط. يتم تجديد المتحف بحيث يزيد عن ضعف عدد الغرف المستخدمة لعرض الأعمال الفنية.
بسبب وباء COVID-19، تم إغلاق المتحف لمدة 150 يومًا في عام 2020، وانخفض الحضور بنسبة 72 بالمائة إلى 659043. ومع ذلك، احتل أوفيزي المرتبة السابعة والعشرين في قائمة المتاحف الفنية الأكثر زيارة في العالم في عام 2020. الأعمال من مجموعة معرض أوفينزي متاحة الآن للعرض عن بعد على جوجل للفن والثقافة.

## الحوادث
في 27 مايو 1993، قامت المافيا الصقلية بتفجير سيارة مفخخة في فيا دي جورجوفيلي مما أدى إلى تدمير أجزاء من القصر وقتل خمسة أشخاص. دمر الانفجار خمس قطع فنية وألحق أضرارا بـ 30 أخرى. كانت بعض اللوحات محمية بالكامل بزجاج مضاد للرصاص. كان الضرر الأكبر الذي لحق بغرفة نيوب والمنحوتات الكلاسيكية والداخلية الكلاسيكية الجديدة، والتي تم ترميمها منذ ذلك الحين، على الرغم من تضرر لوحاتها الجدارية بشكل لا يمكن إصلاحه. في أوائل أغسطس 2007، شهدت فلورنسا عاصفة ممطرة غزيرة. غمرت المياه المعرض جزئياً، مع تسرب المياه عبر السقف، وكان لا بد من إجلاء الزوار. كان هناك فيضان أكثر أهمية في عام 1966 مما ألحق أضرارًا بالغة بمعظم المجموعات الفنية في فلورنسا، بما في ذلك بعض الأعمال في أوفيزي. تحتوي المجموعة أيضًا على بعض المنحوتات القديمة، مثل أرُّوتينو وذا تو ريسلترز وغير ذلك.

ساندرو بوتيتشيلي، ولادة الزهرة (1484-1486)